# Stadtplanungsgesetz (Japan)
Das japanische Stadtplanungsgesetz (jap. 都市計画法, toshi-keikaku-hō, abgekürzt 都計法 tokeihō) ist ein Rahmengesetz, dass die Aufstellung von Gesetzen und Verordnungen zur Stadtentwicklung in Japan regelt. 
Das Gesetz regelt nach Artikel 1 Inhalt und Beschlussverfahren in der Stadtplanung, die Grenzen der Planungshoheit, Städtebauprojekte und damit zusammenhängende Angelegenheiten, Entwicklung und Instandhaltung der Infrastruktur, harmonische Landnutzung und die Förderung der öffentlichen Wohlfahrt.

## Geschichte
Die fortschreitende Urbanisierung und Industrialisierung in der Meiji-Zeit machte eine gesetzliche Regelung von Baumaßnahmen und Stadtplanung notwendig, daher wurden im Jahr 1919 das Städtebaugesetz (市街地建築物法, shigaichi kenchikubutsuhō), der Vorgänger des heutigen Baunormengesetz (建築基準法, kenchiku kijunhō) und das Stadtplanungsgesetz erlassen. Ein Jahr später traten sie in Kraft. Hauptmerkmal war die Einführung von drei Flächennutzungszonen (Wohnen, Gewerbe, Industrie) und eine Konzentration der Entscheidungsgewalt im Bauministerium. Vorbild war die europäische Rechtsprechung, die auf dem Gebiet der Stadtplanung allerdings ebenfalls noch in der Experimentierphase steckte. Die größte Schwäche dieses ersten japanischen Stadtplanungsgesetzes war, dass keine Strafen für Verstöße gegen die Planung vorgesehen waren, weswegen Vorschriften oft ignoriert wurden.
Beweisen musste sich das Gesetz direkt vier Jahre später beim Großen Kantō-Erdbeben 1923, das den kompletten Wiederaufbau von Tokio und Yokohama notwendig machte. Tatsächlich erwiesen sich die Regelungen als unzureichend, und seitdem ist eine ganze Reihe von Ergänzungsgesetzen erlassen worden. Als erste Erweiterung wurde 1924 eine vierte Zone hinzugefügt, die Grünzone. Echte Stadtplanung fand in der Folgezeit aber vor allem in den japanischen Kolonien statt, wo neue Städte und Stadtteile für die japanischen Kolonialherren errichtet wurden.
Beim Wiederaufbau nach dem Zweiten Weltkrieg zeigte das Gesetz erneute Schwächen, da es nur auf wenigen Flächen gelang, einen geordneten Wiederaufbau zu steuern. Umweltverschmutzung und die Störung gewachsener Stadtviertel durch Hochhausprojekte führten zu lokalen Protestbewegungen, die eine Revision des Gesetzes notwendig machten.
1968 wurde das alte Gesetz außer Kraft gesetzt und ein gleichnamiges neues erlassen. Die neuen Regelungen waren eine Reaktion auf das rasante Städtewachstum der Hochwachstumsphase in den 1960er Jahren. Als neues Instrument wurden Verstädterungsförderungs- und Verstädterungskontrollgebiete geschaffen, um die Urbanisierung zu steuern. Die Zahl der Flächennutzungszonen wurde auf acht erweitert, insbesondere wurden die Wohngebiete weiter aufgeschlüsselt. Entscheidungsbefugnisse wurden von der Zentralregierung zu den Präfekturgouverneuren verlagert.
1980 wurde durch eine Reform der Distriktplan eingeführt, die sich am deutschen Bebauungsplan orientiert. Die Distriktpläne werden durch die Kommune erlassen, beziehen sich nur auf kleinere Gebiete von wenigen ha und sind mit einem Maßstab von 1:1000 bis 1:2500 wesentlich feiner als die Flächennutzungspläne. Sie bieten eine Reihe von Möglichkeiten, bestehende stadtplanerische Bestimmungen für ein Gebiet zu verschärfen und zum Beispiel eine einheitliche Fassadenfarbe vorzuschreiben oder oberirdische Stromleitungen zu verbieten. Ziel war vor allem, lokale Infrastruktur zu verbessern und einzelnen Gebieten gegen den Trend zur Uniformierung ein individuelles Gesicht zu geben. Auch lokale Initiativen zur Wohnumfeldverbesserung (Machizukuri) sollten nun stärker auf einer rechtlichen Grundlage eingebunden werden. 
1992 wurde das Gesetz erneut reformiert, vor allem als Reaktion auf die Spekulation mit Immobilien in den Großstadtbereichen und den daraus folgenden extremen Bodenpreisen während der Bubble Economy. Auch zu diesen Bedingungen sollte innerstädtisches Wohnen möglich sein. Außerdem wurden Instrumente geschaffen, um Brachflächen, die nur der Spekulation dienten, zwangsweise einer Bebauung zuzuführen. Die Maßnahmen folgten allerdings zu einem Zeitpunkt, als die Blase bereits geplatzt war.
Der letzte Reformschritt folgte im Jahr 2000, mit dem Ziel, den Kommunen mehr Befugnisse zuzuteilen und die Bürger besser einzubinden. Die 1980 eingeführten Instrumente auf kommunaler Ebene wurden weiter gestärkt.

## Charakteristika
In Japan ist die Stadtentwicklungs- und Baugesetzgebung neben dem Steuerrecht der komplizierteste Rechtsbereich. Im Kern steht das Stadtplanungsgesetz. Die japanische Stadtplanungsgesetzgebung weist die folgenden Eigentümlichkeiten auf:
Vorrang des Landbesitzes
Die Trennung der einzelnen Stadtfunktionen Wohnen, Gewerbe und Industrie ist Japan weniger ausgeprägt als in europäischen Städten, und sie wird auch von der Stadtplanung weniger betrieben. Das Ziel ist vielmehr eine harmonische Mischung zwischen Wohnen und Arbeiten. Ein Grund ist das traditionelle japanische Stadtbild, in dem die Handwerkerquartiere auch Wohnquartiere waren. Der andere Grund ist, dass in Japan die Rechte des Grundbesitzers zur freien Verfügung seines Landes eine stärkere Rolle spielen.
Hohe Bedeutung der Zonierung (Stadtplanung „nach Linien, Farben und Zahlenwerten“)
Im Laufe der Jahre wurden zahlreiche Sonderzonen und Spezialförderungsgebiete geschaffen, um eine Reihe von Problemen der Stadtentwicklung zu lösen, vom Fluglärm über Flächenmangel in der Tokioter Innenstadt zur drohenden Bebauung von historischen Landschaften in Kyōto.
Dabei überschneiden sich Zonen oft, zum Beispiel Landwirtschaftsförderungsgebiete und Urbanisierungskontrollgebiete, während andererseits große Flächen nicht zugewiesen bleiben und als „weiße Fläche“ bezeichnet werden. Das betrifft 75 % der Landesfläche, allerdings handelt es sich dabei meist um Bergregionen oder entlegene Inseln.
Menüzusatzstil
Für Immobilienbesitzer ist die entscheidende Zahl, die den Wert eines Grundstücks bestimmt, die mögliche Bauhöhe, und zahlreiche Restriktionen und Ausnahmeregelungen drehen an dieser Stellschraube. Diese zahlreichen investorenfreundlichen Sondergesetze und Ausnahmen werden auch als „Menüzusatzstil“ bezeichnet, da mittlerweile eine unüberschaubare Vielfalt an Sondergesetzen besteht.
Zentralstaatliche Führung durch das Bauministerium und Präfekturgouverneure
Ein Großteil der japanischen Gesetze zum Städtebau nahm seinen Anfang als Lösung von spezifischen Problemen des Großraums Tokio, sei es die Zersiedlung in das als Grüngürtel geplante Umland in den 1930er Jahren oder die extreme Bodenpreisspekulation und damit verbundene Verdrängung der Wohnbevölkerung. Diese Gesetze werden dann nach einigen Jahren auf die weite Landesfläche ausgedehnt, wo meist völlig andere Bedingungen herrschen als in der „global city“ Tokio.